# Джоел Латібодієр
Джоел Латібодієр (англ. Joël Latibeaudiere; нар. 6 січня 2000, Донкастер) — англійський та ямайський футболіст, захисник клубу «Ковентрі Сіті» та національної збірної Ямайки. Виступав також за клуби «Твенте» та «Свонсі Сіті».

## Клубна кар'єра
Джоел Латібодієр народився 2000 року в місті Донкастер, та є вихованцем футбольної школи клубу «Манчестер Сіті». У 2018 році футболіста перевели до основної команди клубу, проте до основного складу команди він не пробився, і в 2019 році керівництво клубу відправило Латібодієра в оренду до нідерландського клубу «Твенте».
У 2020 році футболіст перейшов до валлійського клубу «Свонсі Сіті», який грає в системі футбольних ліг Англії, в якому грав до 2023 року, та став одним із основних гравців захисту команди. З 2023 року Латібодієр грає в складі англійської команди «Ковентрі Сіті».

## Виступи за збірні
У 2016 році Джоел Латібодієр дебютував у складі юнацької збірної Англії, грав за юнацькі збірні Англії різних вікових груп до 2019 року, загалом на юнацькому рівні взяв участь у 30 іграх.
У 2022 році Латібодієра як сина вихідців з Ямайки вперше викликали до складу національної збірної Ямайки. У складі національної збірної дебютував 25 травня 2023 року в товариському неофіційному матчі зі збірною Каталонії. У складі збірної був учасником розіграшу Золотого кубку КОНКАКАФ 2023 та Кубка Америки 2024 року. Станом на листопад 2024 року зіграв у складі збірної 23 матчі, в яких забитими м'ячами не відзначився.